# ISCH-2126
Der ISCH-2126 (russisch ИЖ-2126) ist ein von 1987 bis 2005 in den russischen Ischmasch-Werken produzierter PKW.

## Vorgeschichte
Um ein sportliches Familienfahrzeug auf dem Markt zu etablieren, entwickelte IschAwto, die Automobilsparte von Ischmasch, auf Basis des ISCH-2125 die Prototypen ISCH-13 Start und ISCH-19 Heim. Aufgrund fehlender finanzieller Mittel und des Desinteresses der potentiellen Kundschaft wurde das Projekt nach kurzer Zeit aber wieder eingestellt.
Mit dem Ziel, einen Mittelklasse-Nachfolger für den ISCH-2125 zu schaffen, wurde das Projekt 1985 als Zusammenarbeit von IschAwto mit AZLK (Moskwitsch) und AwtoWas (Lada) wiederbelebt, dabei sollte auch ein neues Lada-Modell entstehen. Man befürchtete, dass die von Ischmasch favorisierte Karosserieform eines Liftback-Kombi im Westen als Plagiat hätte gelten können, da Saab, Volvo und die Ford Motor Company sehr ähnliche Modelle im Angebot hatten. Jedoch konnte anfänglich kein anderes Karosseriekonzept gefunden werden, welches sich weit genug an den Vorgänger anlehnte.
Nach mehreren Verhandlungen gab man bei Ischmasch unter Drängen von AwtoWAS das Erstkonzept von 1979 (ISCH-2126 T-Serie) auf und gestaltete es zu einem normalen Schrägheck um. Auf der Moskauer Automobilschau 1986 präsentierten AwtoWAS und IschAwto ihre neuen Modelle. So feierten der WAS-2109 (in Europa: Lada Samara) und der ISCH-2126 Orbita ihre Weltpremiere und begeisterten die Besucher. Beide waren zunächst nur als Schrägheck verfügbar. Bis zur Produktionsfreigabe durch die Regierung entwickelte WAS zusätzlich ein Cabriolet sowie eine Stufenhecklimousine auf Basis des Schwestermodells. 1987 lief die Produktion an.

## Modellvariationen
Der ISCH-2126 Orbit wurde sowohl mit Vorderrad- als auch mit Hinterradantrieb hergestellt. Beim Interieur gab es eine sehr große Auswahl. Neben dem üblichen Armaturenbrett aus Kunststoff waren auch Varianten aus Kork und Holz verfügbar. Sitzbezüge gab es neben diversen Stoffvarianten auch aus Leder. Das Fahrzeugkonzept war nicht nur bei Privatpersonen beliebt.

### Nutzfahrzeuge
Während VAZ den größten Handel mit seiner Stufenhecklimousine und dem Cabriolet machte, bot IschAwto den 2126 Orbit auch als Nutzfahrzeug in zwei Basisversionen an. So waren auch das zweisitzige Pick-up-Modell ISCH-2717 mit großer Ladefläche sowie ein Fünftürer mit fünf Sitzen erhältlich. Bei letzterem war die hintere Sitzreihe geteilt umklappbar und schloss dann mit dem Boden zu den Vordersitzen geschlossen ab.

### Geländewagen
Ein Geländewagen mit dem Namen ISCH-21261 4×4 oder regional auch als ISCH-2126 Fabula erschien im März 1996. Motoren und Innenausstattung waren identisch zu den anderen Modellversionen. Dieses Kombi-Modell hatte eine erhöhte Bodenfreiheit und veränderte Stoßfänger. Sondermodelle waren auch mit Spoilern und Rallye-Karosseriekits ausgestattet. Im September 1996 (?) wurde der 4x4 wegen sehr schlechter Verkaufszahlen eingestellt.

## Modellpflege

### 1990
Nach dem Zerfall des Ostblocks wurden am 2126 die ersten Veränderungen durchgeführt. Nach Meldungen über geborstene Windschutzscheiben wurde bei Tests im Windkanal festgestellt, dass die Scheibe einen zu großen Windwiderstand bei zu geringer Stabilität hatte. Entsprechend wurde diese neu gestaltet. Auch das komplette Antriebs- und Bremssystem, welches noch vom Moskwitsch-412 aus den 1960er Jahren stammte, wurde modernisiert.

### 1992
Im Jahre 1992 musste sich die IschAwto wegen einer finanziellen Notlage nach anderen Zulieferern umsehen. So wurden das Fahrwerk und die Lenkung von nun an von Fuji Heavy Industries in Japan produziert und das Fahrwerk auf MacPherson-Federbeine umgestellt. Die Karosserieproduktion wurde auf moderne Fertigungsanlagen von Komatsu, Kuka und Demag verlagert, einige Karosserieteile ließ man in Portugal fertigen. Die Qualität der Fahrzeuge wurde dadurch deutlich besser, und die Produktionskosten konnten dadurch enorm gesenkt werden. Trotz besserer Qualität und niedrigerem Kaufpreis blieb der 2126 Orbit zeitlebens ein unbedeutendes Nischenmodell. 1998 wurde die Produktion des ISCH-2126 Orbit eingestellt und das Modell anschließend komplett überarbeitet.

### 1998
1998 wurde der 2126 überarbeitet und nach technischer Modernisierung in ISCH-2126 Oda umbenannt.

### 2004
Eine letzte Überarbeitung erfolgte von IschAwto im Jahr 2004. Dabei erhielt der 2126 eine LCD-Anzeige, Stoßfänger in Wagenfarbe sowie einige Fahrzeugteile aus dem Lada 110. Es standen nur noch schwarze oder graue Stoffbezüge zur Wahl.

## Rechtsstreit mit AvtoVAZ und Produktionsstopp
Ohne eine Lizenz eingeholt zu haben, kopierte WAS 1990 die damals am ISCH-2126 durchgeführten technischen Änderungen und setzte diese bei seinen Samara-Modellen ein. Nach einem mehrere Jahre lang andauernden Rechtsstreit ließen die Ischmasch-Werke die Klage im Jahr 2005 ergebnislos fallen und stellten daraufhin aus Protest auch die Produktion ihres 2126 komplett ein. Dies verärgerte einige Fans so sehr, dass ISCH-Clubs gegen diese Kapitulation protestieren und eine Wiederaufnahme der Produktion forderten. Bislang jedoch erfolglos.

## Motorenübersicht
- WAS-2106 L4 1,6 L (74 PS, 120 Nm)
- WAS-2130 L4 1,8 L (79 PS, 127 Nm)
- UZAM-331 L4 1699 cm³ (85,6 PS, 129 Nm)
- UZAM-3320 L4 2,0 L (115 PS, 165 Nm)

sowie einige weitere Varianten